# 中华人民共和国教育
| 2018年中华人民共和国各地区研究生佔人口比例排行                                                                         | 2018年中华人民共和国各地区研究生佔人口比例排行 | 2018年中华人民共和国各地区研究生佔人口比例排行 | 2018年中华人民共和国各地区研究生佔人口比例排行 | 2018年中华人民共和国各地区研究生佔人口比例排行 |
| --- | ---------------------------------------------- | ---------------------------------------------- | ---------------------------------------------- | ---------------------------------------------- |
| 地区 | 地区                                           |                                                |                                                | 百份比                                         |
| 北京市 | 北京市                                         |                                                | 9.03%                                          | 9.03%                                          |
| 上海市 | 上海市                                         |                                                | 2.74%                                          | 2.74%                                          |
| 天津市 | 天津市                                         |                                                | 1.27%                                          | 1.27%                                          |
| 吉林省 | 吉林省                                         |                                                | 0.72%                                          | 0.72%                                          |
| 浙江省 | 浙江省                                         |                                                | 0.68%                                          | 0.68%                                          |
| 辽宁省 | 辽宁省                                         |                                                | 0.67%                                          | 0.67%                                          |
| 内蒙古自治區 | 内蒙古自治區                                   |                                                | 0.66%                                          | 0.66%                                          |
| 重庆市 | 重庆市                                         |                                                | 0.60%                                          | 0.60%                                          |
| 陕西省 | 陕西省                                         |                                                | 0.55%                                          | 0.55%                                          |
| 四川省 | 四川省                                         |                                                | 0.55%                                          | 0.55%                                          |
| 福建省 | 福建省                                         |                                                | 0.53%                                          | 0.53%                                          |
| 最高三位分别是北京市、上海市、天津市，平均每20人有1位研究生。最低三位为海南省、贵州省、西藏自治區。抽样比：千分之0.820 |                                                |                                                |                                                |                                                |

2018年中华人民共和国6岁以上人口受教育程度百分比分布（抽样比：千分之0.820）
| 教育名称                                           | 教育名称                                           | 等级   | 等级     | 强制程度 |
| -------------------------------------------------- | -------------------------------------------------- | ------ | -------- | -------- |
| 高等教育                                           | 研究生                                             | 博士   | 博士     | 非强制   |
| 高等教育                                           | 研究生                                             | 碩士   |          | 非强制   |
| 高等教育                                           | 本科                                               | 學士   | 學士     | 非强制   |
| 高等教育                                           | 高等专科學校（无学位）                             |        |          | 非强制   |
| 普通高级中学、职業高級中學、中等专業學校、技工學校 | 普通高级中学、职業高級中學、中等专業學校、技工學校 | 高三   | 高级中学 | 非强制   |
| 普通高级中学、职業高級中學、中等专業學校、技工學校 | 普通高级中学、职業高級中學、中等专業學校、技工學校 | 高二   | 高级中学 | 非强制   |
| 普通高级中学、职業高級中學、中等专業學校、技工學校 | 普通高级中学、职業高級中學、中等专業學校、技工學校 | 高一   | 高级中学 | 非强制   |
| 义务教育                                           | 六三制                                             |        | 五四制   | 强制     |
| 义务教育                                           | 初级中学                                           | 九年级 | 初级中学 | 强制     |
| 义务教育                                           | 初级中学                                           | 八年级 | 初级中学 | 强制     |
| 义务教育                                           | 初级中学                                           | 七年级 | 初级中学 | 强制     |
| 义务教育                                           | 小学                                               | 六年级 | 初级中学 | 强制     |
| 义务教育                                           | 小学                                               | 五年级 | 小学     | 强制     |
| 义务教育                                           | 小学                                               | 四年级 | 小学     | 强制     |
| 义务教育                                           | 小学                                               | 三年级 | 小学     | 强制     |
| 义务教育                                           | 小学                                               | 二年级 | 小学     | 强制     |
| 义务教育                                           | 小学                                               | 一年级 | 小学     | 强制     |
| 幼儿园                                             | 幼儿园                                             | 学前班 | 学前班   | 非强制   |
| 幼儿园                                             | 幼儿园                                             | 大班   |          | 非强制   |
| 幼儿园                                             | 幼儿园                                             | 中班   |          | 非强制   |
| 幼儿园                                             | 幼儿园                                             | 小班   |          | 非强制   |

中国是全世界较早产生体系化教育的地方，自有信史之时，便有官府设立学校教养人民的记录；但直到清代末期，中國才開始出現現代教育方式的學校。
中华人民共和国教育事业由中共中央教育工作领导小组和中华人民共和国教育部主管。各省级人民政府设立教育厅或教育委员会，下级机构设立教育局，以管理地方教育事务。2023年，中国大陆共计有14.35万所小学、5.23万所初级中学、1.54万所高级中学、7085所中等职业学校、以及1275所普通本科学校和1547所高职（专科）院校。截至2010年，15歲以上人口中有94%接受過教育訓練、而得以識字；相比之下，1950年只有20%的民眾曾接受過教育。
中国大陆目前还是以应试教育为主。大部分教育资源缺乏地区采用应试教育，只有少数发达地区采用素质教育。生均教育支出因地区有所差異。2010年，北京市投資的每人教育總額達人民幣20,023元，但教育投资较落后的省份貴州省只有人民幣3,204元。中国大陆公立中小学實行依戶籍學區入學的政策，部分优质学校附近的房价因而暴涨。
现在，中國大陆許多高等学校朝向國際化發展，著名的高等學府有北京大學、清華大學、中国人民大学、中国科学技术大学、復旦大學、上海交通大學、南京大學和浙江大學，等等。

## 中华人民共和国教育史
中華人民共和國成立後，教育模式参照蘇聯發展，在中小学教育方面普及凯洛夫等马克思主义教育学理论，在高等教育方面则將原先的綜合性大學進行拆分。由於建国之初需要大量的工業技術人才，故創建了大量的理工科學院。20世纪50年代初，中國大陆開展了大規模的掃盲運動，掃盲運動的高潮一直持續到50年代末。高考制度于1955年正式設立。
改革开放以前，中华人民共和国教育频繁受到政治形势的影响。1958年，在“大跃进”的影响下，教育行业出现了过度发展，在校学生人数相比前一年增加了1.9倍，而新成立学校的品质则多不可恭维，以至于需要整顿。1966年，文化大革命的爆發導致全國所有學校進入停課狀態，大學入學考試被取消；知識分子不被尊重，大多數被下放進行體力勞動，有些則遭到殘酷對待，財產被沒收，被批為「臭老九」等，许多人被迫停止繼續教育，沒有接受教育的人喪失了機會，對中國大陆的人口素質和教育事业造成了嚴重的破壞。1960-1970年代，毛泽东发动了上山下乡运动，组织了大量城市「知識青年」離開城市，到農村勞動和定居；1970年代末開始，大部分知青陸續回到城市。邓小平认为，文革造成大多学生习惯了“文革”时瞎捣乱的习气：无政府主义猖獗，大家不守纪律，以为标新立异、我行我素就是英雄，谁也不能拿我怎么样。
1977年高考恢复，当时的考生的平均年齡最大、錄取率最低。1990年代後期以来，中國大陆開始實行大學擴招政策，虽然更多的人得到了前往大学学习的机会，但大学应届毕业生的就业情况也逐渐恶化：许多人选择报考研究生，更多的人则选择从事不对口的工作，甚至于找不到工作。为了改善未来机会，许多学生争取考取更好的高等院校，甚至出国留学。
1986年开始，中国大陆實行九年義務教育，包含6年小學和3年初中（个别地区为5年小学和4年初中），學生年齡在6歲至15歲之間。2010年，約有82.5%的學生會選擇繼續為期3年的高中教育。高考是進入大多數高等教育機構的先決條件。2010年，27%的高中畢業生會繼續接受本科教育。在此之上，亦设置有研究生教育。另外政府還設立中等和高等职业學校，提供學生職業教育內容。
进入21世纪，中华人民共和国政府开始推进素质教育。2013年，中共十八届三中全会召开，提出要推进考试招生制度改革，希望从根本上解决一考定终身的弊端。此后高考改革、中考改革亦陆续启动。但是如今改革仍未有明显的成效，现今还是以应试教育为主。
截至2012年，中国大陆約有93%民众接受過中學教育。2005年，中國大陆各級政府便籌划经费以減免農村地區孩童的學雜費。2006年，政府承諾九年義務教育完全免費，並提供小學和初中階段的課本和學費等補助。這使得政府每年教育預算從2003年的不到500億美元，增加至2018年实际支出6590.7亿美元。。2018年举行的国际学生能力评估计划中，北京、上海、江苏、浙江四地在校生作为整体于阅读、数学和科学領域上均取得第一名的成绩（但除中国大陆外几乎都是全国或整个政治实体参评）。发达地区學生在學習成果評估上獲得極高成績。
2021年5月，中共中央总书记习近平主持召开中央全面深化改革委员会第十九次会议，审议通过了《关于进一步减轻义务教育阶段学生作业负担和校外培训负担的意见》，实施「双减政策」。根据习近平的指示，教育部对学生的课外辅导实施新的限制，并要求所有的民营教培公司转型，统一登记为非营利性机构。
由於習近平推行的雙減政策嚴重打擊中國私人教育行業，影響中國經濟發展，中國政府在2024年逐步放寬對私人輔導機構的監管，以此增加就業機會減低失業率。

## 各层次教育

### 學前教育
中國大陆的學前教育一般從3歲開始，進入幼兒園。一般分为小班（3-4周歲）、中班（4-5周歲）、大班（5-6周歲）三个阶段。在有的幼兒園和小學中還辦有“學前班”，為不滿6周歲的兒童進行適應學校生活的教育。在幼兒園生活包括一日三餐，遊戲為主；學前班類似學校上課，但時間短，有許多戶外活動。
2021年5月，涉及幼儿园與小學衔接的《关于大力推进幼儿园与小学科学衔接的指导意见》發佈。

### 义务教育
中华人民共和国实行九年义务教育制度。在这一体制下，所有适龄儿童都必须接受九年的义务教育，家长则有让子女接受这种教育的义务。
2017年起，所有义务教育学生（包括民办学校学生），一律不收学费、杂费、书本费，并补助家庭经济困难寄宿生生活费，俗称“两免一补”。但各个学校可能依据实际情况，收取作业本费、校服费、军训费、伙食费、寄宿制学校住宿费等。
对于义务教育的分段，在教育模式上可以初步分为三段：一至三年级为小学基础阶段，四至六年级为小学拓展阶段，七至九年级为初级中学阶段，不同阶段学生的身体和心理发育程度皆不同，需要有区别的对待、实施教育；学制上，绝大多数地区实施“六三制”，即小学六年，初中三年；部分地区实施“五四制”；另有一些地区开始推行“九年一贯制”。下文以“六三制”对中国大陆义务教育做一简述。
2022年秋季学期开始，新的义务教育课程方案和课程标准《义务教育课程方案和课程标准（2022年版）》开始执行。其中，小学原“品德与生活”、“品德与社会”和初中原“思想品德”均整合为“道德与法治”；劳动、信息科技及其所占课时从“综合实践活动”课程中独立出来。劳动课程内容共设置十个任务群，其中包括“清洁与卫生”、“整理与收纳”、“烹饪”等任务群。
近年来，不少人提议实施小学至高中的12年甚至以上的义务教育。
| 学习领域     | 科目         | 代码（初中）             | 科别 | 核心素养 | 九年总课时（比例） | 教育维度 |
| ------------ | ------------ | ------------------------ | ---- | --- | ------------------ | -------- |
| 语言与文学   | 语文         | 303                      | 文科 | 文化自信、语言运用、思维能力、审美创造 | 20％～22％         | 智育     |
| 语言与文学   | 英语         | 305                      | 文科 | 语言能力、文化意识、思维品质、学习能力 | 6％～8％           | 智育     |
| 语言与文学   | 日语         |                          | 文科 | 语言能力、文化意识、思维品质、学习能力 | 6％～8％           | 智育     |
| 语言与文学   | 俄语         |                          | 文科 | 语言能力、文化意识、思维品质、学习能力 | 6％～8％           | 智育     |
| 语言与文学   | 德语         |                          | 文科 | 语言能力、文化意识、思维品质、学习能力 | 6％～8％           | 智育     |
| 语言与文学   | 法语         |                          | 文科 | 语言能力、文化意识、思维品质、学习能力 | 6％～8％           | 智育     |
| 语言与文学   | 西班牙语     |                          | 文科 | 语言能力、文化意识、思维品质、学习能力 | 6％～8％           | 智育     |
| 数学         | 数学         | 304                      | 理科 | 小学：数感、量感、符号意识、运算能力、几何直观、空间观念、推理意识、数据意识、模型意识、应用意识、创新意识 初中：抽象能力、运算能力、几何直观、空间观念、推理能力、数据观念、模型观念、应用意识、创新意识 | 13％～15％         | 智育     |
| 人文与社会   | 道德与法治   | 309                      | 文科 | 政治认同、道德修养、法治观念、健全人格、责任意识 | 6％～8％           | 德育     |
| 人文与社会   | 历史与社会   | 316                      | 文科 | （原可选择开设历史与社会或历史、人文地理） | 3％～4％           | 智育     |
| 人文与社会   | 历史         | 310                      | 文科 | 唯物史观、时空观念、史料实证、历史解释、家国情怀 | 3％～4％           | 智育     |
| 人文与社会   | 地理         | 311                      | 文科 | 人地协调观、综合思维、区域认知、地理实践力 | 3％～4％           | 智育     |
| 科学         | 地理         | 311                      | 理科 | 人地协调观、综合思维、区域认知、地理实践力 | 3％～4％           | 智育     |
| 科学         | 科学         | 317                      | 理科 | 科学观念、科学思维、探究实践、态度责任 | 8％～10％          | 智育     |
| 科学         | 物理         | 306                      | 理科 | 物理观念、科学思维、科学探究、科学态度与责任 | 8％～10％          | 智育     |
| 科学         | 化学         | 307                      | 理科 | 化学观念、科学思维、科学探究与实践、科学态度与责任 | 8％～10％          | 智育     |
| 科学         | 生物学       | 308                      | 理科 | 生命观念、科学思维、探究实践、态度责任 | 8％～10％          | 智育     |
| 技术         | 信息科技     | 315                      | 理科 | 信息意识、计算思维、数字化学习与创新、信息社会责任 | 1％～3％           | 智育     |
| 艺术         | 艺术         | 312（音乐）、314（美术） |      | 审美感知、艺术表现、创意实践、文化理解 | 9％～11％          | 美育     |
| 体育与健康   | 体育与健康   | 313                      |      | 运动能力、健康行为、体育品德 | 10％～11％         | 体育     |
| 综合实践活动 | 劳动         |                          |      | 劳动观念、劳动能力、劳动习惯和品质、劳动精神 | 14％～18％         | 劳育     |
| 综合实践活动 | 综合实践活动 |                          |      | | 14％～18％         |          |
| 地方课程     |              |                          |      | | 14％～18％         |          |
| 校本课程     |              |                          |      | | 14％～18％         |          |

| 科目         | 科目         | 一年级 | 二年级 | 三年级 | 四年级 | 五年级 | 六年级 | 七年级       | 八年级       | 九年级       |
| ------------ | ------------ | ------ | ------ | ------ | ------ | ------ | ------ | ------------ | ------------ | ------------ |
| 道德与法治   | 道德与法治   | Yes    | Yes    | Yes    | Yes    | Yes    | Yes    | Yes          | Yes          | Yes          |
| 语文         | 语文         | Yes    | Yes    | Yes    | Yes    | Yes    | Yes    | Yes          | Yes          | Yes          |
| 数学         | 数学         | Yes    | Yes    | Yes    | Yes    | Yes    | Yes    | Yes          | Yes          | Yes          |
| 外语         | 英语         |        |        | Yes    | Yes    | Yes    | Yes    | Yes          | Yes          | Yes          |
| 外语         | 日语         | No     | No     | No     | No     | No     | No     | Yes          | Yes          | Yes          |
| 外语         | 俄语         | No     | No     | No     | No     | No     | No     | Yes          | Yes          | Yes          |
| 外语         | 德语         | No     | No     | No     | No     | No     | No     | Yes          | Yes          | Yes          |
| 外语         | 法语         | No     | No     | No     | No     | No     | No     | Yes          | Yes          | Yes          |
| 外语         | 西班牙语     | No     | No     | No     | No     | No     | No     | Yes          | Yes          | Yes          |
| 历史         | 历史         | No     | No     | No     | No     | No     | No     | （中国历史） | （中国历史） | （世界历史） |
| 地理         | 地理         | No     | No     | No     | No     | No     | No     | Yes          | Yes          | No           |
| 科学         | 物理         | Yes    | Yes    | Yes    | Yes    | Yes    | Yes    | No           | Yes          | Yes          |
| 科学         | 化学         | Yes    | Yes    | Yes    | Yes    | Yes    | Yes    | No           | No           | Yes          |
| 科学         | 生物学       | Yes    | Yes    | Yes    | Yes    | Yes    | Yes    | Yes          | Yes          | No           |
| 信息科技     | 信息科技     | No     | No     | Yes    | Yes    | Yes    | Yes    | Yes          | Yes          | No           |
| 体育与健康   | 体育与健康   | Yes    | Yes    | Yes    | Yes    | Yes    | Yes    | Yes          | Yes          | Yes          |
| 艺术         | 艺术         | Yes    | Yes    | Yes    | Yes    | Yes    | Yes    | Yes          | Yes          | Yes          |
| 劳动         | 劳动         | Yes    | Yes    | Yes    | Yes    | Yes    | Yes    | Yes          | Yes          | Yes          |
| 综合实践活动 | 综合实践活动 | Yes    | Yes    | Yes    | Yes    | Yes    | Yes    | Yes          | Yes          | Yes          |

| 科目         | 科目         | 1年级 | 2年级 | 3年级 | 4年级 | 5年级 | 6年级 | 7年级        | 8年级        | 9年级        |
| ------------ | ------------ | ----- | ----- | ----- | ----- | ----- | ----- | ------------ | ------------ | ------------ |
| 道德与法治   | 道德与法治   | Yes   | Yes   | Yes   | Yes   | Yes   | Yes   | Yes          | Yes          | Yes          |
| 语文         | 语文         | Yes   | Yes   | Yes   | Yes   | Yes   | Yes   | Yes          | Yes          | Yes          |
| 数学         | 数学         | Yes   | Yes   | Yes   | Yes   | Yes   | Yes   | Yes          | Yes          | Yes          |
| 外语         | 英语         |       |       | Yes   | Yes   | Yes   | Yes   | Yes          | Yes          | Yes          |
| 历史         | 历史         | No    | No    | No    | No    | No    | No    | （中国历史） | （中国历史） | （世界历史） |
| 地理         | 地理         | No    | No    | No    | No    | No    | Yes   | Yes          | No           | No           |
| 科学         | 物理         | Yes   | Yes   | Yes   | Yes   | Yes   | No    | No           | Yes          | Yes          |
| 科学         | 化学         | Yes   | Yes   | Yes   | Yes   | Yes   | No    | No           | Yes          | Yes          |
| 科学         | 生物学       | Yes   | Yes   | Yes   | Yes   | Yes   | Yes   | Yes          | Yes          | No           |
| 信息科技     | 信息科技     | No    | No    | Yes   | Yes   | Yes   | Yes   | Yes          | Yes          | No           |
| 体育与健康   | 体育与健康   | Yes   | Yes   | Yes   | Yes   | Yes   | Yes   | Yes          | Yes          | Yes          |
| 艺术         | 艺术         | Yes   | Yes   | Yes   | Yes   | Yes   | Yes   | Yes          | Yes          | Yes          |
| 劳动         | 劳动         | Yes   | Yes   | Yes   | Yes   | Yes   | Yes   | Yes          | Yes          | Yes          |
| 综合实践活动 | 综合实践活动 | Yes   | Yes   | Yes   | Yes   | Yes   | Yes   | Yes          | Yes          | Yes          |

#### 小学阶段教育

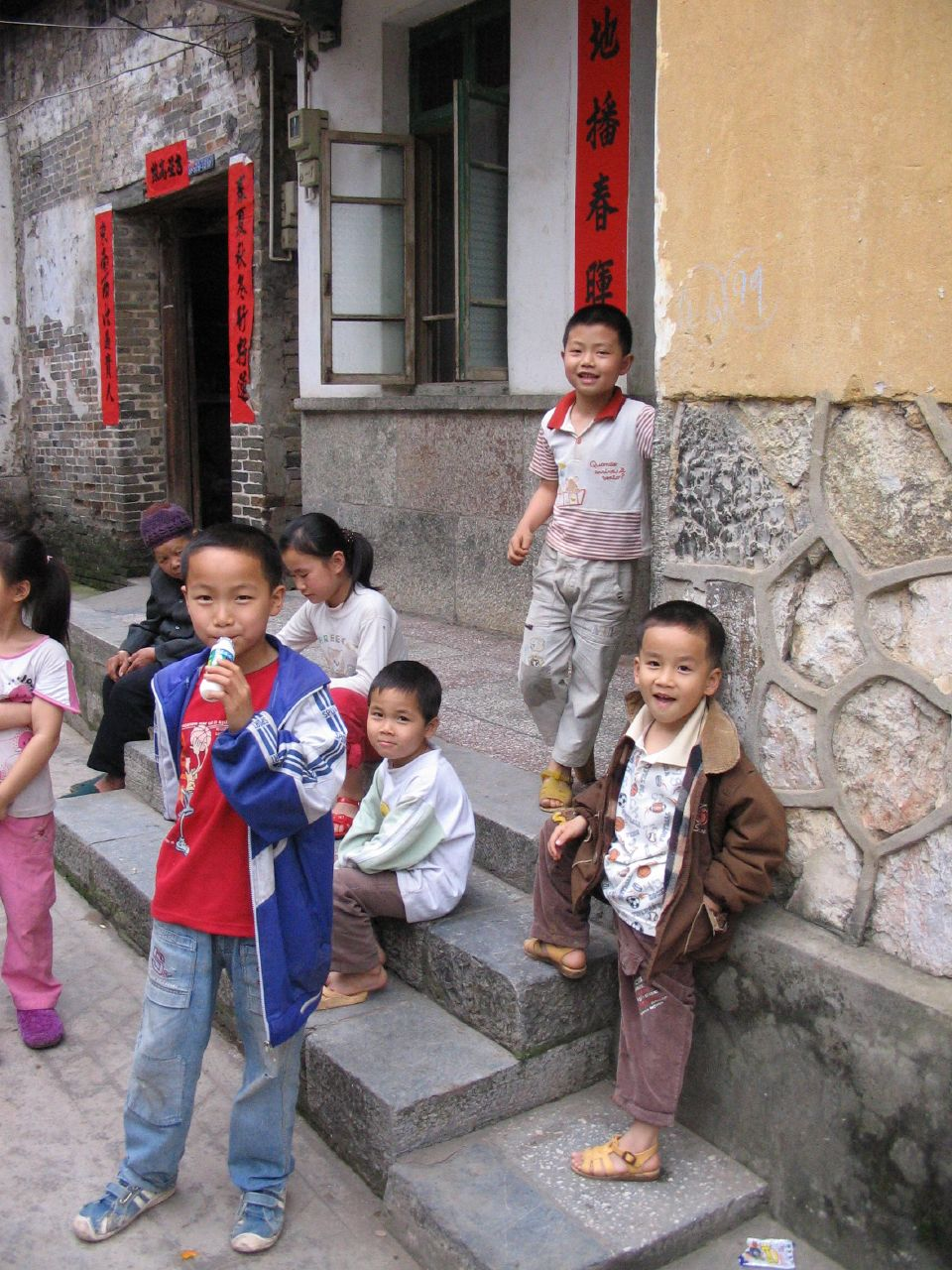
桂林市小學學童

在小学阶段，學生通常要學習的課程為：道德与法治、语文、數學、英語、體育與健康、科學、音樂、美術、信息技術等。
绝大多数小学生，进入小学便集体加入中国少年先锋队，佩戴红领巾，少年先锋队入队年龄与小学入学年龄一致（年满14周岁即集体退出中国少年先锋队，但部分加入中国共产主义青年团，佩戴团徽）。2005年以前，入队与入学年龄并不一致（相差1岁），于是衍生出绿领巾。

##### 小学升入初中
小学学业完成以后，学生需要升入初中。早期，小学升入初中采取择校制度。现在择校考试制度基本被废除，代之以“按區劃分”，即按照學生的户籍來指派初中，也就是說學生户籍劃分在相应初中片区内，就被指派升入该学校。但是教育资源不均衡仍然存在，如果户籍片区的对口初中质量不理想，很多家长转向希望购得优质学校的片区内的房产，即学区房。
部分地区将同一区域户籍的小学毕业生分派给多所初级中学。或者某片区大量的小学毕业生未能进入该片区少数的优质初中，这时往往采用电脑派位法，將學生通過隨機派位的方式指派到其他学校就读。

#### 初中阶段教育

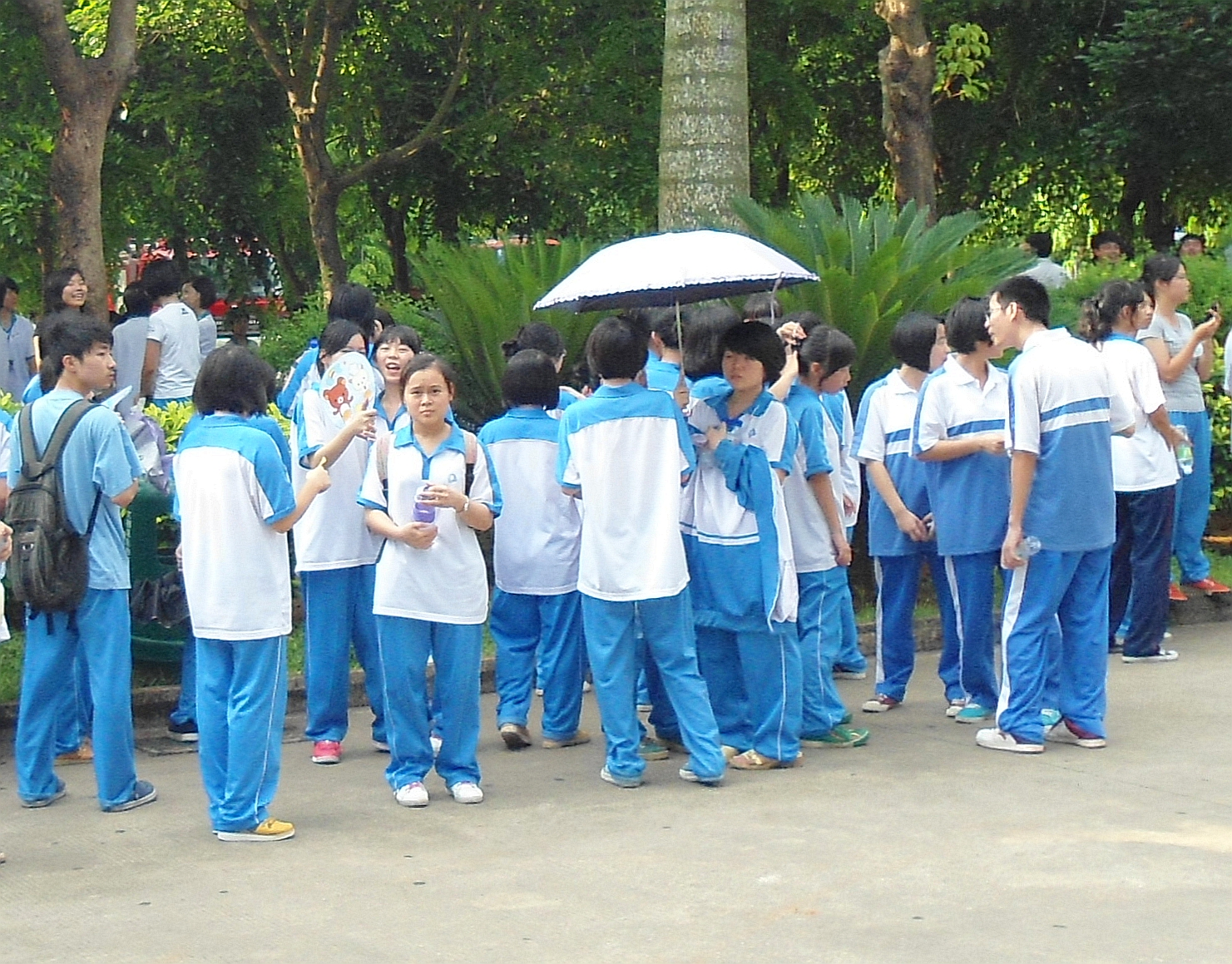
一群穿著校服的中國中學生

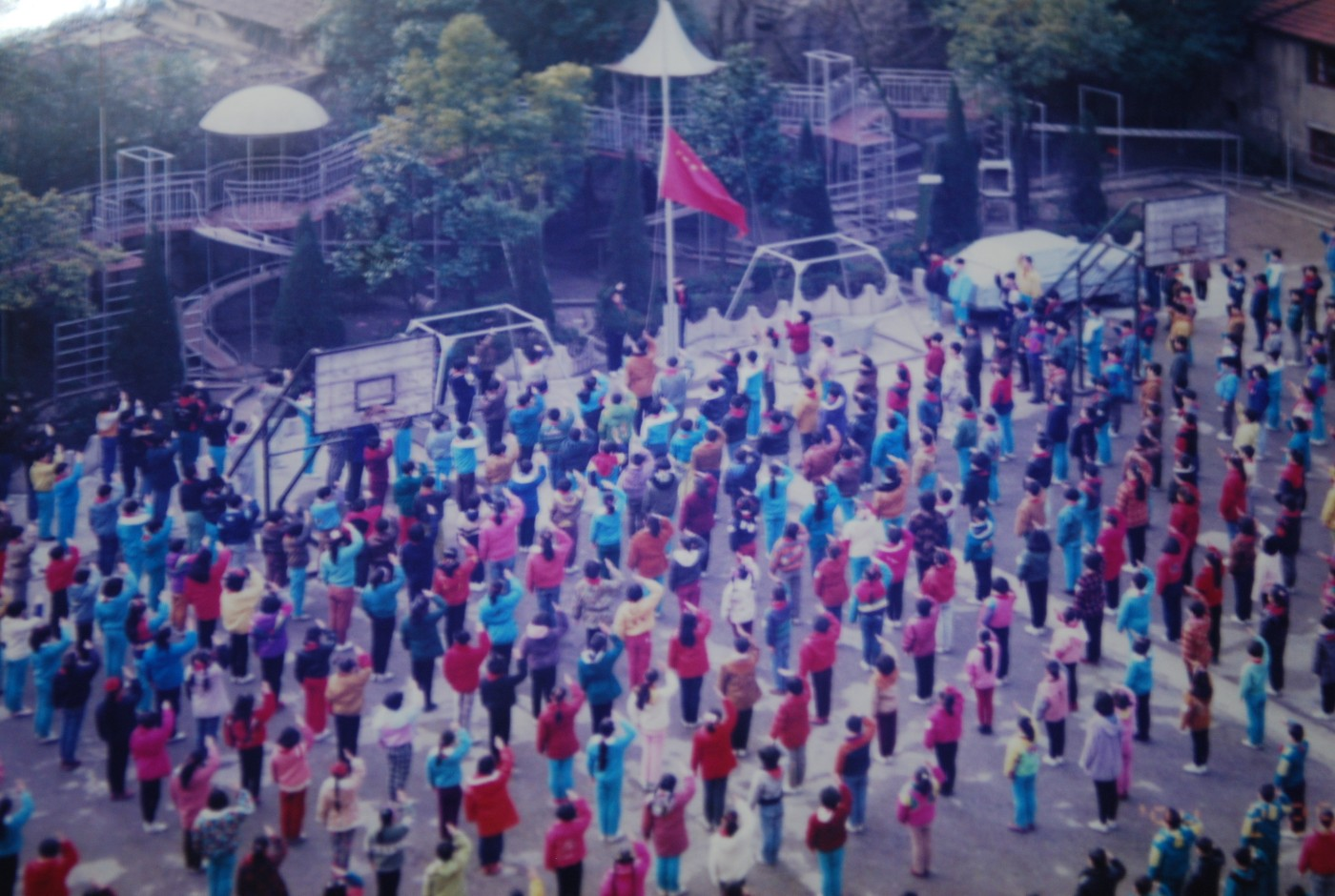
中學早會

在初中階段，學生按規定需要學習的課程為：道德与法治、语、數學、英語、物理、化學、历史、地理、生物学、體育與健康、信息技术、音樂、美術。部分地区的学校可開設日語或俄語班级，这些班级可用其他外语取代英語課程。
1990年代開始，初中取消畢業考試。學生只要在初中三年內沒有任何處分或撤銷所有處分即可畢業（不同地区的毕业规定可能不同）。
初中教育阶段还设有以职业教育为目的的职业初级中学，但为了保持义务教育的统一性，该层次的教育已经名存实亡，截至2019年仅剩4所职业初中。

#### 初中升入高中（中考）
學生在九年級（初中三年級）將面臨升入高中的考試，即“中考”。
1980年代，初中畢業考試和中考是一体的。也就是說如果中考分數不及格，那就將面臨無法畢業的結果，即使得到高中錄取也將被以“初中肄業”為由而無法進入高中，退回學籍檔案，俗稱“退檔”。
中考成绩决定学生是就读中等职业学校（中专）、普通高中（高中）还是踏入社会。考生可以报考省内中专。报考普通高中的情况有所不同，考生只能报考自己考籍所属县、区内的高中或者具有全市招生权力的高中。有些省份出现了一些“超级高中”，可以招收省内其他地市的优秀生，被称为“越界掐尖”。（各地招生办法不统一）
省市重点高中入学名额的竞争非常激烈。重点高中往往集中了区域内最好的教育资源， 教学设施和师资非一般高中可比翼，高考升入本科的概率非常高。学生只要考上重点高中，基本上就可以顺利入读本科高等学校（俗称大学）。目前各地中考科目并不统一，是各地根据情况而定。

### 高中阶段教育

#### 普通高中

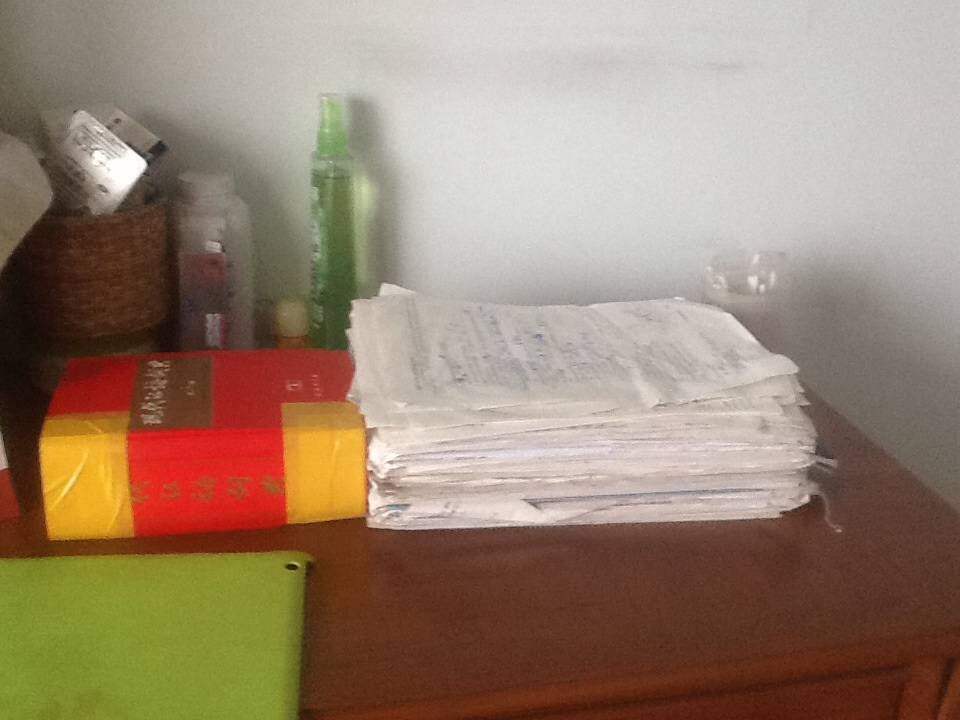
右側爲一名中國大陸高一學生在高一下學期做的卷子。可明顯看出厚度超過商务印书馆出版的的《現代漢語詞典》。

中华人民共和国高中学制为三年。學生需要學習的科目為：语文（少數民族高中需要学习少数民族語文）、數學、外語（可选英语、俄語、日語、法語、德語、西班牙語）、思想政治、歷史、地理、物理、化學、生物学、信息技术、通用技术、艺术（或音乐、美术）、體育与健康、综合实践活动、劳动。
中国大陆普通高中是全日制教學。学校一般在8时左右开始授课，下午5时左右放学。但早、晚自习情况较为常见，学生需更早到达学校、更晚回家。相當多的學校規定學生必須進行晚自習，以及星期六甚至於整個週末或者寒暑假的在校学习。
大部分高中学生住校。个别地区学校极端情况是每天早上5时早自习，晚上11时结束晚自习，这些高中学生每天花15-16小时在学习上。一些学生因为压力过大从而导致心理疾病甚至自杀。
普通高中学业水平合格性考试各科成績皆及格者發給普通高中畢業證；任一科目不及格者（不及格科目有补考的机会），發給結業證；未讀完三年者發給肄業證。（各地规定不一）
| 科目                       | 必修 | 选择性必修 | 选修 |
| -------------------------- | --- | --- | --- |
| 公共学科                   | | | |
| 语文                       | 上册、下册                                                                                                   | 上册、中册、下册 | 整本书阅读与研讨、当代文化参与、跨媒介阅读与交流、汉字汉语专题研讨、中华传统文化专题研讨、中国革命传统作品专题研讨、中国现当代作家作品专题研讨、跨文化专题研讨、学术论著专题研讨 |
| 数学                       | 第一册、第二册、第三册、第四册                                                                               | 第一册、第二册、第三册 | 数理类课程、经济、社会、部分理工类课程、人文类课程、体育、艺术类课程、拓展、生活、地方、大学先修类课程 |
| 英语                       | 第一册、第二册、第三册                                                                                       | 第一册、第二册、第三册、第四册 | 基础类：基础英语 实用类：职场英语、旅游英语、科技英语、英汉互译 拓展类：英语国家社会与文化、跨文化交际、英语报刊阅读、英语文体与修辞、英语文学赏析、英语影视欣赏、英语戏剧与表演、英语演讲与辩论 提高类：英语8、英语9、英语10 第二外国语类：日语、俄语、法语、德语、西班牙语等                     |
| 日语                       | 第一册、第二册、第三册                                                                                       | 第一册、第二册 | 拓展、提高类：日本文学赏析、日语媒体资讯阅读、日语讨论与演讲等 兴趣类：日本社会与文化、日本影视作品、戏剧与表演、中日文化比较等 实用类：商务日语、旅游日语、科技日语等 第二外语：日语以外的其他外语语种                                                                                            |
| 俄语                       | 第一册、第二册、第三册                                                                                       | 第一册、第二册、第三册、第四册 | 提高类：俄语视听说、俄语阅读、俄语写作 拓展类：旅游俄语、商务俄语、科技俄语、语言与文化、文学与艺术、第二外国语：英语、日语、法语、德语、西班牙语 |
| 德语                       | 综合德语 | 文化与科学 | 社会与世界 |
| 法语                       | 法语Ⅲ | 法语Ⅳ | 法语Ⅴ |
| 西班牙语                   | 必修Ⅳ | 西班牙语阅读与理解、西班牙语写作入门、西汉互译入门、西班牙语国家文学作品赏析 | 基础类：西班牙语视听说、西班牙语戏剧表演、应用文写作入门 实用类：旅游西班牙语、医护西班牙语、职场西班牙语 拓展类：中国文化精要、西班牙语国家国情概况、交际礼仪与策略、修辞与文化 提高类：文学译文赏析、西班牙语影视作品鉴赏、西班牙语演讲与辩论、新闻阅读 第二外语类：英语、法语、德语、日语、俄语 |
| 文科综合                   | | | |
| 思想政治                   | 必修1（中国特色社会主义）、必修2（经济与社会）、必修3（政治与法治）、必修4（哲学与文化）                     | 选择性必修1（当代国际政治与经济）、选择性必修2（法律与生活）、选择性必修3（逻辑与思维） | 选修1（财经与生活）、选修2（法官与律师）、选修3（历史上的哲学家） |
| 历史                       | 中外历史纲要（上）、中外历史纲要（下）                                                                       | 选择性必修1（国家制度与社会治理）、选择性必修2（经济与社会生活）、选择性必修3（文化交流与传播） | 选修1（史学入门）、选修2（史料研读） |
| 地理                       | 第一册、第二册                                                                                               | 选择性必修1（自然地理基础）、选择性必修2（区域发展）、选择性必修3（资源、环境与国家安全） | 选修1（天文学基础）、选修2（海洋地理）、选修3（自然灾害与防治）、选修4（环境保护）、选修5（旅游地理）、选修6（城乡规划）、选修7（政治地理）、选修8（地理信息技术应用）、选修9（地理野外实习） |
| 理科综合                   | | | |
| 物理                       | 第一册、第二册、第三册                                                                                       | 第一册、第二册、第三册 | 选修1（物理学与社会发展）、选修2（物理学与技术应用）、选修3（近代物理学初步） |
| 化学                       | 第一册、第二册                                                                                               | 选择性必修1（化学反应原理）、选择性必修2（物质结构与性质）、选择性必修3（有机化学基础） | 实验化学、化学与社会、发展中的化学科学 |
| 生物学                     | 必修1（分子与细胞）、必修2（遗传与进化）                                                                     | 选择性必修1（稳态与调节）、选择性必修2（生物与环境）、选择性必修3（生物技术与工程） | 现实生活应用、职业规划前瞻、学业发展基础 |
| 技术                       | | | |
| 信息技术                   | 必修1（数据与计算）、必修2（信息系统与社会）                                                                 | 选择性必修1（数据与数据结构）、选择性必修2（网络基础）、选择性必修3（数据管理与分析）、选择性必修4（人工智能初步）、选择性必修5（三维设计与创意）、选择性必修6（开源硬件项目设计） | 选修1（算法初步）、选修2（移动应用设计） |
| 通用技术                   | 必修1（技术与设计1）、必修2（技术与设计2）                                                                   | 选择性必修1（电子控制技术）、选择性必修2（机器人设计与制作）、选择性必修3（工程设计基础）、选择性必修4（现代家政技术）、选择性必修5（服装及其设计）、选择性必修6（智能家居应用设计）、选择性必修7（职业技术基础）、选择性必修8（技术与职业探索）、选择性必修9（创造力开发与技术发明）、选择性必修10（科技人文融合创新专题）、选择性必修11（产品三维设计与制造） | 传统工艺及其实践、新技术体验与探究、技术集成应用专题、现代农业技术专题 |
| 艺术                       | | | |
| 艺术                       | 必修1（艺术与生活）、必修2（艺术与文化（上册、下册））、必修3（艺术与科学）                                  | 选择性必修1（美术创意实践）、选择性必修2（音乐情境表演）、选择性必修3（舞蹈创编与表演）、选择性必修4（戏剧创编与表演）、选择性必修5（影视与数字媒体艺术实践） | |
| 音乐                       | 必修1（音乐鉴赏）、必修2（歌唱）、必修3（演奏）、必修4（音乐编创）、必修5（音乐与舞蹈）、必修6（音乐与戏剧） | 选择性必修1（合唱）、选择性必修2（合奏）、选择性必修3（舞蹈表演）、选择性必修4（戏剧表演）、选择性必修5（音乐基础理论）、选择性必修6（视唱练耳） | |
| 美术                       | 美术鉴赏 | 选择性必修1（绘画）、选择性必修2（中国书画）、选择性必修3（雕塑）、选择性必修4（设计）、选择性必修5（工艺）、选择性必修6（现代媒体艺术） | 选修1（美术史论基础）、选修2（速写基础）、选修3（素描基础）、选修4（色彩基础）、选修5（创作与设计基础） |
| 体育与健康                 | | | |
| 体育与健康                 | 全一册 | 球类运动、田径类运动、体操类运动、水上或冰雪类运动、武术与民族民间传统体育类运动、新兴体育类运动 | |
| 综合实践活动               | | | |
| 综合实践活动               | 研究性学习、党团活动、军训、社会考察等                                                                       | | |
| 劳动                       | 志愿服务、与通用技术的选择性必修内容以及校本课程内容统筹的内容                                               | | |
| 灰色：暂时未通过审定的课本 | | | |

| 科目                                                   | 必修 | 选择性必修 | 选修 |
| ------------------------------------------------------ | ---- | ---------- | ---- |
| 公共学科                                               |      |            |      |
| 语文                                                   | 8    | 0～6       | 0～6 |
| 数学                                                   | 8    | 0～6       | 0～6 |
| 外语                                                   | 6    | 0～8       | 0～6 |
| 文科综合                                               |      |            |      |
| 思想政治                                               | 6    | 0～6       | 0～4 |
| 历史                                                   | 4    | 0～6       | 0～4 |
| 地理                                                   | 4    | 0～6       | 0～4 |
| 理科综合                                               |      |            |      |
| 物理                                                   | 6    | 0～6       | 0～4 |
| 化学                                                   | 4    | 0～6       | 0～4 |
| 生物学                                                 | 4    | 0～6       | 0～4 |
| 技术                                                   |      |            |      |
| 技术（含信息技术和通用技术）                           | 6    | 0～18      | 0～4 |
| 艺术                                                   |      |            |      |
| 艺术（或音乐、美术）                                   | 6    | 0～18      | 0～4 |
| 体育与健康                                             |      |            |      |
| 体育与健康                                             | 12   | 0～18      | 0～4 |
| 综合实践活动                                           |      |            |      |
| 综合实践活动                                           | 8    |            |      |
| 劳动                                                   | 6    |            |      |
| 合计                                                   | 88   | ≥42        | ≥14  |
| 1. 2. 3. 4. 5. 6. 7. 8. 9. 10. 11. 12. 13. 14. 15. 16. |      |            |      |

| 学习领域     | 科目         | 代码 | 科别 | 核心素养                                                                                           | 教育维度 |
| ------------ | ------------ | ---- | ---- | -------------------------------------------------------------------------------------------------- | -------- |
| 语言与文学   | 语文         | 403  | 文科 | 语言建构与运用、思维发展与提升、审美鉴赏与创造、文化传承与理解                                     | 智育     |
| 语言与文学   | 英语         | 405  | 文科 | 语言能力、文化意识、思维品质、学习能力                                                             | 智育     |
| 语言与文学   | 日语         |      | 文科 | 语言能力、文化意识、思维品质、学习能力                                                             | 智育     |
| 语言与文学   | 俄语         |      | 文科 | 语言能力、文化意识、思维品质、学习能力                                                             | 智育     |
| 语言与文学   | 德语         |      | 文科 | 语言能力、文化意识、思维品质、学习能力                                                             | 智育     |
| 语言与文学   | 法语         |      | 文科 | 语言能力、文化意识、思维品质、学习能力                                                             | 智育     |
| 语言与文学   | 西班牙语     |      | 文科 | 语言能力、文化意识、思维品质、学习能力                                                             | 智育     |
| 数学         | 数学         | 404  | 理科 | 数学抽象、逻辑推理、数学建模、直观想象、数学运算、数据分析                                         | 智育     |
| 人文与社会   | 思想政治     | 409  | 文科 | 政治认同、科学精神、法治意识、公共参与                                                             | 德育     |
| 人文与社会   | 历史         | 410  | 文科 | 唯物史观、时空观念、史料实证、历史解释、家国情怀                                                   | 智育     |
| 人文与社会   | 地理         | 411  | 文科 | 人地协调观、综合思维、区域认知、地理实践力                                                         | 智育     |
| 科学         | 地理         | 411  | 理科 | 人地协调观、综合思维、区域认知、地理实践力                                                         | 智育     |
| 科学         | 物理         | 406  | 理科 | 物理观念、科学思维、科学探究、科学态度与责任                                                       | 智育     |
| 科学         | 化学         | 407  | 理科 | 宏观辨识与微观探析、变化观念与平衡思想、证据推理与模型认知、科学探究与创新意识、科学态度与社会责任 | 智育     |
| 科学         | 生物学       | 408  | 理科 | 生命观念、科学思维、科学探究、社会责任                                                             | 智育     |
| 技术         | 信息技术     | 415  | 理科 | 信息意识、计算思维、数字化学习与创新、信息社会责任                                                 | 智育     |
| 技术         | 通用技术     | 418  | 理科 | 技术意识、工程思维、创新设计、图样表达、物化能力                                                   | 智育     |
| 艺术         | 艺术         |      |      | 艺术感知、创意表达、审美情趣、文化理解                                                             | 美育     |
| 艺术         | 音乐         | 412  |      | 审美感知、艺术表现、文化理解                                                                       | 美育     |
| 艺术         | 美术         | 414  |      | 图像识读、美术表现、审美判断、创意实践、文化理解                                                   | 美育     |
| 体育与健康   | 体育与健康   | 413  |      | 运动能力、健康行为、体育品德                                                                       | 体育     |
| 综合实践活动 | 综合实践活动 |      |      | |          |
| 综合实践活动 | 劳动         |      |      | | 劳育     |

##### 高考

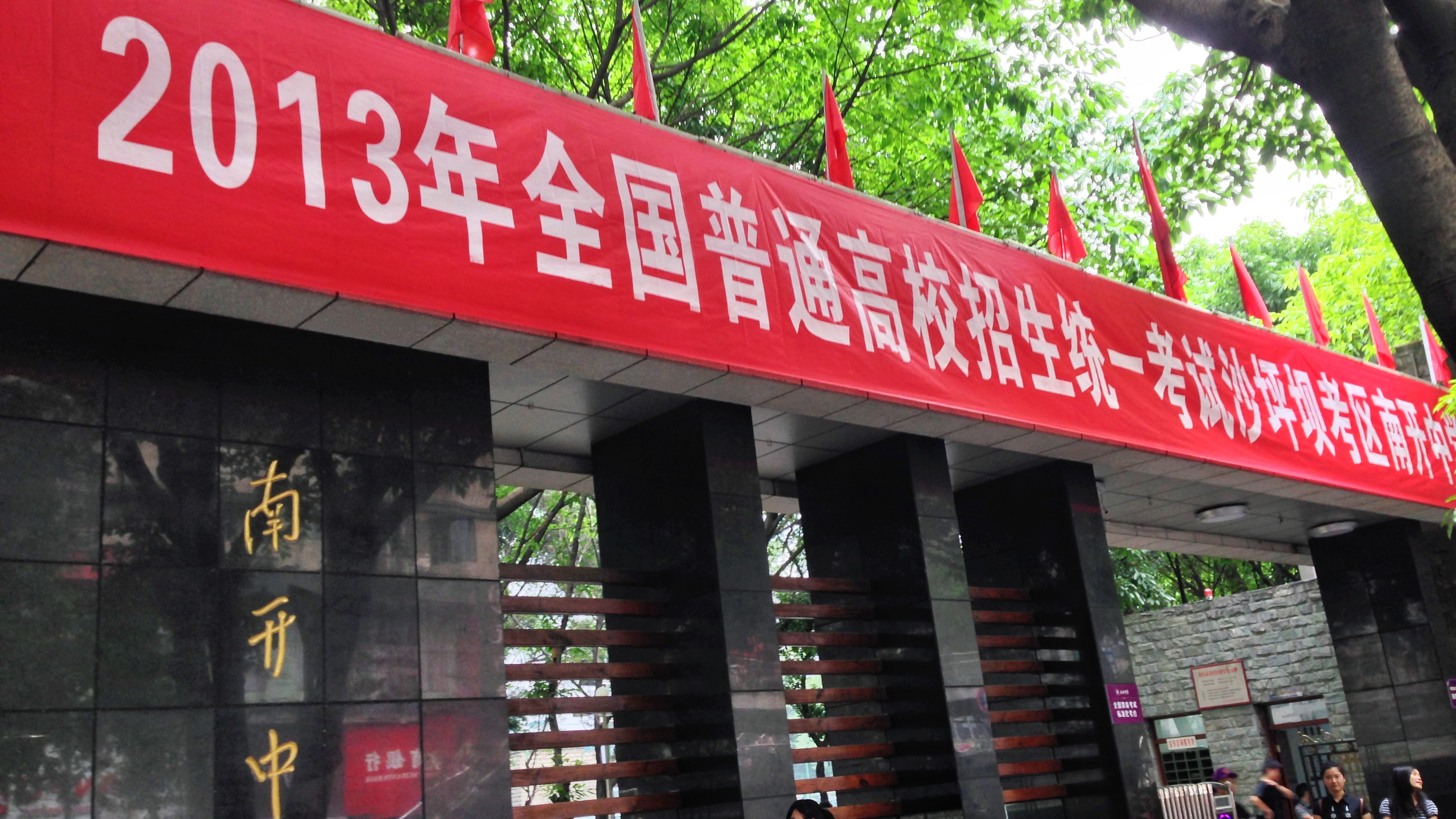
2013年重慶南開中學高考橫幅

高考，全稱“普通高等学校招生全国统一考试”，是高中阶段教育到高等教育的選拔考試，即高中升入大学的升學考試。高考被視為整個教育系統中最重要的考試，從1977年恢複高考到2003年，高考一直是在7月份舉行。2003年開始改在6月初，通常是6月7日至6月9日，但在受不可抗力因素影响时也会进行全国范围或小范围的推迟。

###### 高考科目
不同地区不同科目高考的出卷机构不一。教育部考试中心命制高考全国卷，包含语文、数学和英语科目，全国卷也分为分为全国甲卷、全国乙卷、新高考I卷、新高考II卷。其他考试科目由各省级考试机构命制，例如福建省，物理、历史、思想政治、地理、化学和生物科目以“福建省普通高中学业水平选择性考试”名义由福建省教育考试院命制。而北京、上海等地区则不使用全国卷，所有科目由各自的省级考试机构命题。
高考改革后，各省市采用“3+3”或“3+1+2”的高考模式。试卷由语文卷（150分）、数学卷（150分）、外语卷（150分，其中30分为听力部分，120分为笔试部分，广东、山东不考听力而考听说）以及三门次选科目（各100分）组成。采用“3+3”的省市由物理、化学、生物、历史、政治、地理六科（浙江省新设技术，共七科）中任选三科作为高考科目，采用“3+1+2”的省市由物理、历史中任选一科作为高考科目，由化学、生物、政治、地理中任选两科作为高考科目。“六选三”与“四选二”的科目采取赋分计入总分，其他科目取原始分计入总分。

###### 争议
除卷面分以外，个别考生有可能或得政策性加分（高考加分），加分从20至60不等。表面上高考加分可以促使高校录取个别方面有才华的学生，但实际操作事与愿违，因为加分并没有限定考生可报考的专业（譬如说获得体育加分的学生报读金融专业），而且加分造假非常严重。出于高考加分的原因，高校录取出现了调档线和专业录取线不同分数。调档线（即调动学生档案线，也叫提档线——提取学生档案线。考生被录取后其档案就会被调动或提取到录取的院校，所以录取了等于要调档，要调档基本就是可以录取）是某高校在某一省份录取学生中分数最低学生的分数（高考加分算入内），专业录取线是该高校的某一专业在该省份录取学生中分数最低学生的分数（不算高考加分，只算卷面分，即裸分）。没有达到高校调档线的考生绝对不会被录取。调档线决定考生就读哪一所高校，专业录取线决定考生就读录取高校的哪一个专业。
因为调档线和专业录取线的分数计算方法本末倒置，高考加分是否能够促使高校录取最优秀的学生充满着疑问，尤其是热门专业。例如北京某一高校在广东2013年调档线是655，某专业只录取一人。考生A高考裸分635，该生高二时获得全国学科（数理生化信息三模三电其中一项或体育）竞赛加分20分，总分655，该生可顺利获得录取；考生B高考裸分654，没有加分，该生不会被调档。在高考分数分分必争的情况下，高考加分至少可以使学生的全省排名推前4个分数段（5分为一段），如果是全省裸分250名以内的学生，加20分可以使排名推前200名甚至更多，从而获得北清的录取，更可以使一些学生成为状元。因此社会上出现了状元之争－加分状元和裸分状元。高考加分剥夺了一些优秀学生就读一流大学的机会，同时助长了奥数之类培训班的滋生。目前能获加分的学生大多数都是省会城市重点中学，甚至基本是超级中学的学生。因为教育资源分配在全国范围来说存在着不公，教育较落后地区的学生得不到奥数陪训的机会。加分政策大多数情况下只会惠及大城市的考生。
高校的统一招生名额分配存在不公现象。同一所高校在不同的省份投放的招生名额没有遵循统一的原则和依据。人口大省的考生往往在这方面吃亏，因为高校不会因为该省考生人数相对较多就相应准确地增加投放的招生名额。这个问题从而产生了高考移民这一现象。比如，北京、上海的高校投放给本地考生的生均招生名额往往高于投放给其他省份的生均名额，造成一些考生大省（譬如广东）的考生考取北京上海高校的机会比北京上海本地考生小。官方对于名额分配的解释是北京上海考生素质高，所以本地配额名额多。
对于异地高考，高考移民，高考加分乱象和高校自主录取腐败问题，2016年2月，中国大陆教育部和公安部联合发布宣布将对异地高考和高考移民问题进行整治，要求各地各级教育招生部门对高考考生的户籍和高中学籍等信息进行严审，但在实际执行过程中各地对“移民”行为的界定存在分歧：如落户几年后算“高考移民”、几年后才能参加当地高考等一些问题。
2015年，中国大陆开始清理高考加分制度，取消了奥赛等5项加分项目。现在基本去除了多数乱加分现象，少数民族照顾政策依旧保留。民族加分依旧导致各类更改民族现象。在取消各类奥赛的加分项目后，中国大陆教育部推出“强基计划”，并于2019年开始第一届“强基计划”招生。

#### 中等职业教育
2020年9月起，中国大陆實行職業教育起點制。即根據專業性的強弱，來確定該專業的開設起點，專業性強的起點為高級中等教育，專業性弱的起點一般為高等教育階段。同時廢除中等職業教育階段的所有免費政策，改為貧困學生免費，2018級、2019級學生待遇不變，依舊免費。

### 高等教育
中国的高等教育分为普通高等教育和成人高等教育（继续教育），通过高考录取入学的学校皆为普通高等学校（一些普通高等学校亦进行成人高等教育），以下只介绍普通高等教育。
高等教育包括大学专科（高等職业教育）（2－3年学制）和大學本科，2019年后本科又分为普通本科和职业本科。大学专科层次的高等学校多以职业学院、职业技术学院或高等专科学校等冠名；大学本科层次的高等学校多以大学或学院冠名，一些开展大学本科层次的高等学校也有开展大学专科层次教育。
本科畢業可以得到毕业证书，符合学校学位要求可以获得學士學位证书。高職或专科畢業只有专科毕业证书而沒有學位，但在读期间可以参加一次普通“专升本”考试，该考试由专科院校所在省实施，考试通过并录取的学生到被录取高校完成两或三年学业后也可获得本科毕业证书和学士学位证书。
本科或者成人高等教育本科畢業之後都可以通過參加全國硕士研究生入學考試進行深造，专科毕业后满足“本科同等学力”也可以参加该考试，但会有学校和专业的限制亦可能需要加试。其中，考生可以選擇考研究所或者拥有硕士学位授予权的高等学校研究生院，一般有全日制和非全日制两种学习方式。
考生參加全國研究生入學考試必須先網上報名，然後再根據考生所在的單位進行現場報名。考生報名時，只能填一個志願，一個專業，一個研究方向。考試分為初試和複試兩個階段：
初試需要考的科目是政治（100分），外語（100分，一般是英語），數學（150分，其中數學包括一，二，三，不同的研究方向，考的數學也就不同），專業課（150分，專業課是根據考生的志願決定）。其中，一些理科專業（如化學，物理等等）、历史学以及法學碩士等可以不需要考數學，但是必須考兩門不同的專業課，即專業課1和專業課2。政治，外語，數學都是由國家研究生入學考試命題組命題，但是專業課是由考生所報考的院校自主命題。上了初試分數線的考生可以參加複試，如果未能通過該校初試，考生可以通過調劑參加複試。
複試階段也就是考生接受所報考的研究方向的導師對考生進行面試，由研究生導師自主選拔，參加面試的考生會根據初試階段考試的成績進行排名，依序參加複試。考生在通過初試和複試之後，就可以在該校注冊就讀。
攻讀碩士需要2年至3年才能畢業獲得學位，以後是博士。需要再參加报读院校設立的博士生入學考試。一般攻讀博士學位需要3年到4年時間。
部分学校可以为成绩表现优异的普通本科学生提供毕业后直接升入硕士研究生的机会，其中也有很多院校还可以是直博，即本科畢業後，只需要5年時間攻讀博士學位，但是如果中途輟學或者是想退出的話，如果未達到博士畢業要求，則沒有博士學位證書並且也沒有碩士學位證書。
在中國的研究生教育中，在讀硕士研究生每人每年可获得国家助学金6000元，另外有覆盖面接近100%的院级奖学金一般每人每年可获得3000元，此外拥有众多社会奖学金一般金额为3000-10000元，但需要自己申请。在读博士研究生中国政府规定每月最低补助标准为2500元，此外还有各种奖学金，在读博士每月最低收入为3000元左右。如果在中国科学院研究所会拿到更多的补助。
而在中国的城市中，少部分有条件的家庭会将孩子送到澳大利亚、美国等國家接受高等教育，这股“留学热”也有发展到中学时期的趋势。
2022年5月17日，中華人民共和國教育部表示，中国接受高等教育的人口达到2.4亿，高等教育毛入学率达57.8%。而1949年時高等教育毛入学率為0.26%，高校在校生數量為11.7万人。
从2023年起，不再发放《全国普通高等学校本专科毕业生就业报到证》和《全国毕业研究生就业报到证》，取消就业报到证补办、改派手续。

## 扩展阅读
- Borjigin, Monkbat. "A case study of Language education in the Inner Mongolia" (（页面存档备份，存于）; Japanese title: 内モンゴル自治区における言語教育について ). Journal of Chiba University Eurasian Society (千葉大学ユーラシア言語文化論集) 16, 261-266, 2014-09-25. Chiba University Eurasian Society (千葉大学ユーラシア言語文化論講座). See profile at Chiba University Repository. See profile at CiNii. - In English with a Japanese abstract.（英文）

## 外部連結
- 有關中國教育的紀錄片（采風電影紀錄片 DVD 發行）